# Poncina
La poncina es una suerte del toreo creada por Enrique Ponce.

## Ejecución
Esta suerte se empieza con la pierna izquierda completamente estirada y la derecha flexionada, dándole la espalda al astado y con la muleta en la mano derecha. 
El torero cita al toro para comenzar así con un muletazo invertido y realizar un pase redondo alargando la embestida lo máximo posible, siendo a mitad del pase cuando cambia de mano. 
Es entonces cuando, al hacer el giro, también modifica la pierna que flexiona, por lo que la izquierda es la pierna que queda fleixonada y la derecha la que queda totalmente estirada, terminando el pase, normalmente, por alto. 
El torero siempre queda frente al toro, y dependiendo de su disposición y embestida, decide si continuar con la tanda de la suerte citada o darla por finalizada.

## Inspiración y uso de la suerte
Dicha suerte está basada en un redondo pero con las rodillas flexionadas, cambiando el peso del cuerpo y la mano a mitad del pase.
Este recurso de muleta que tanto es utilizado por el maestro Enrique Ponce, permite que el toro vaya muy templado en la embestida, consiguiendo ligazón y continuidad en la lidia; por ello, solo suele ser posible realizarla en toros que repitan en la embestida una vez finalizado cada pase. 

## Origen
Una de las primeras veces que ejecutó la poncina fue en Gijón 2008, siendo comentada en la corrida de Bilbao 2008 donde también la puso en escena, cortando dos orejas a un toro del Ventorrilo